# 화석화혜공주
화석화혜공주(和碩和惠公主, 1714년 10월 10일 ~ 1731년 10월 3일)는 중국 청나라 제4대 황제 성조 강희제(聖祖 康熙帝)의 서손녀(庶孫女)이며 청 제국 황족 종실 화석이현친왕(和碩怡賢親王)의 슬하 9남 4녀 가운데 넷째딸이다.

## 생애
그녀는 어린 시절부터 친할아버지 강희제(康熙帝)와 이복 큰아버지 옹정제(雍正帝)의 총애를 받으며 자랐고 15세 시절이던 1729년에는 3년 연상의 박이제길특 다이제새포등(博爾濟吉特 多爾濟塞布腾)과 결혼하였지만 1731년에 부군(夫君)과의 사이에 외동아들을 낳은 직후에 산후독 증세가 발병하여 향년 17세로 요절하였다.